# Список глав государств в 370 году
Список глав государств в 369 году — 370 год — Список глав государств в 371 году — Список глав государств по годам

## Америка
- Мутульское царство (Тикаль) — Чак-Ток-Ичак II, царь (360—377)

## Азия
- Великая Армения:
  - Междуцарствие (368—370)
  - Пап, царь (370—374)
- Гассаниды — Джафна II ибн аль-Мундир, царь (361—391)
- Дханьявади — Тюрия Мандала, царь[англ.] (313—375)
- Иберия:
  - Мирдат III, царь (365—380)
  - Саурмаг II, царь (361—363, 370—378)
- Индия:
  - Вакатака — Притвисена I, император (355—380)
  - Гупта — Самудрагупта, махараджа (335—380)
  - Западные Кшатрапы — Рудрасена III, махакшатрап (348—380)
  - Кадамба — Кангаварма, царь (365—390)
  - Паллавы (Анандадеша):
    - Кумаравишну I, махараджа (355—370)
    - Скандаварман II, махараджа (370—385)
- Кавказская Албания — Урнайр, царь (360—371/379)
- Камарупа — Пушьяварман, царь (350—374)
- Китай (Период Шестнадцати варварских государств):
  - Восточная Цзинь — Фэй-ди (Сыма И), император (365—371)
  - Дай — Тоба Шэигянь, царь (338—377)
  - Ранняя Лян — Чжан Тяньси, князь (363—376)
  - Ранняя Цинь — Фу Цзянь II, император (357—385)
  - Ранняя Янь:
    - Мужун Вэй, император (360—370)
    - в 370 году завоевана Ранней Цинь
- Корея (период Трёх государств):
  - Конфедерация Кая — Исипхум, ван (346—407)
  - Когурё — Когугвон, тхэван (331—371)
  - Пэкче — Кынчхого, король (346—375)
  - Силла — Нэмуль, марипкан (356—402)
- Кушанское царство — Кипунада, царь (ок. 345—375)
- Лахмиды (Хира) — Имру аль-Кайс II ибн Амр, царь (368—390)
- Паган — Тили Кьяунг I, король[англ.] (344—387)
- Персия (Сасаниды) — Шапур II, шахиншах (309—379)
- Раджарата:
  - Буддхадаса, король (341—370)
  - Упатисса I, король (370—412)
- Тогон — Мужун Сюйси, правитель (351—371)
- Тямпа — Фан Фо, князь (349 — ок. 377)
- Химьяр — Малкикариб Йиха'мин II, царь (360—375)
- Япония — Нинтоку, император (313—399)

## Европа
- Вандалы — Годагисл, король (359—406)
- Вестготы — Атанарих, вождь (365—381)
- Гунны — Баламбер, царь (360—378)
- Думнония — Конан Мериадок, правитель (340—387)
- Ирландия — Кримтан мак Фидаха, верховный король (365—376)
- Папский престол — Дамасий I, папа римский (366—384)
- Римская империя:
  - Валентиниан, римский император (Запад) (364—375)
  - Валент, римский император (Восток) (364—378)

## Галерея

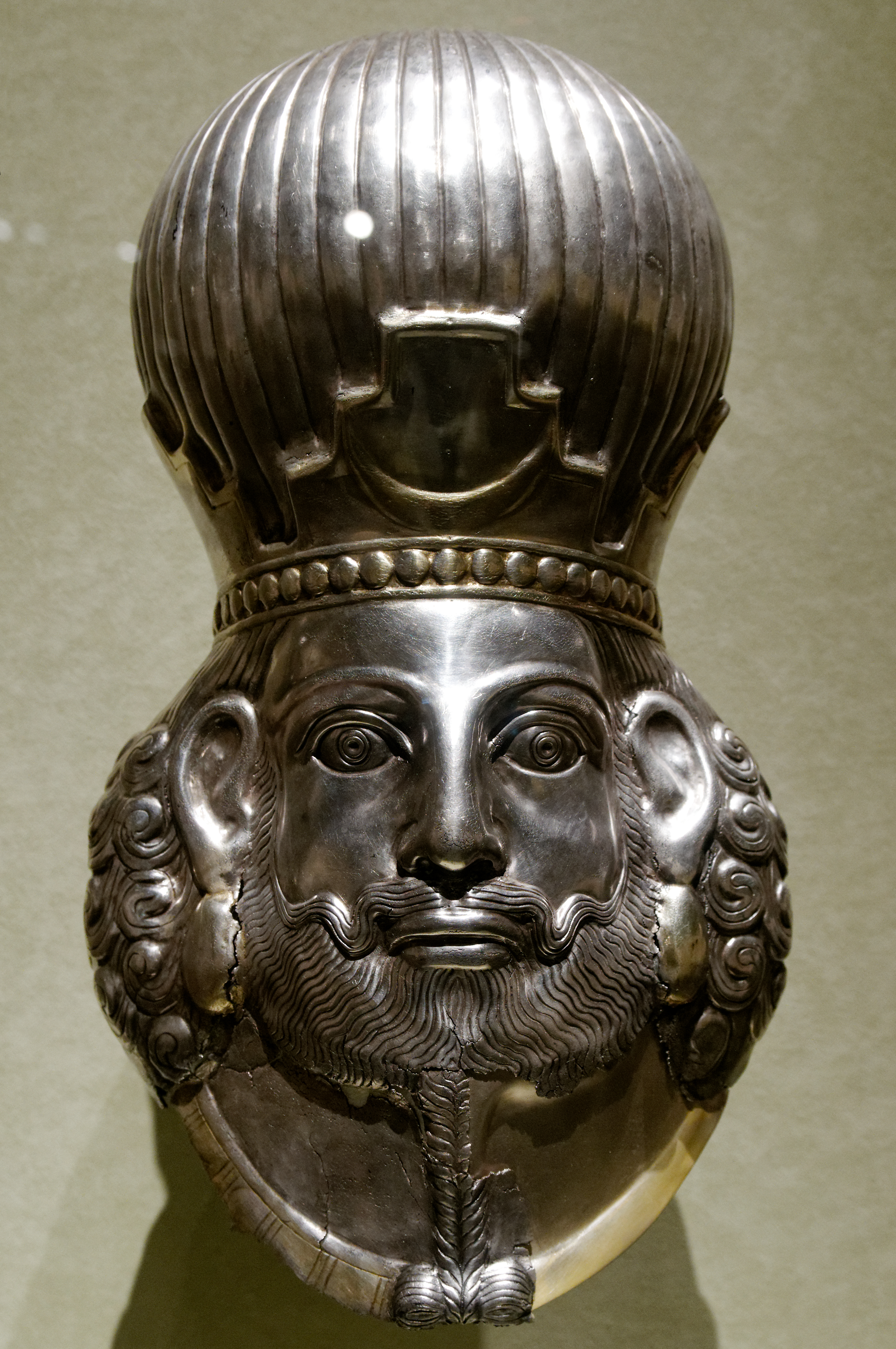
Шапур II 309—379 Шахиншах Персии
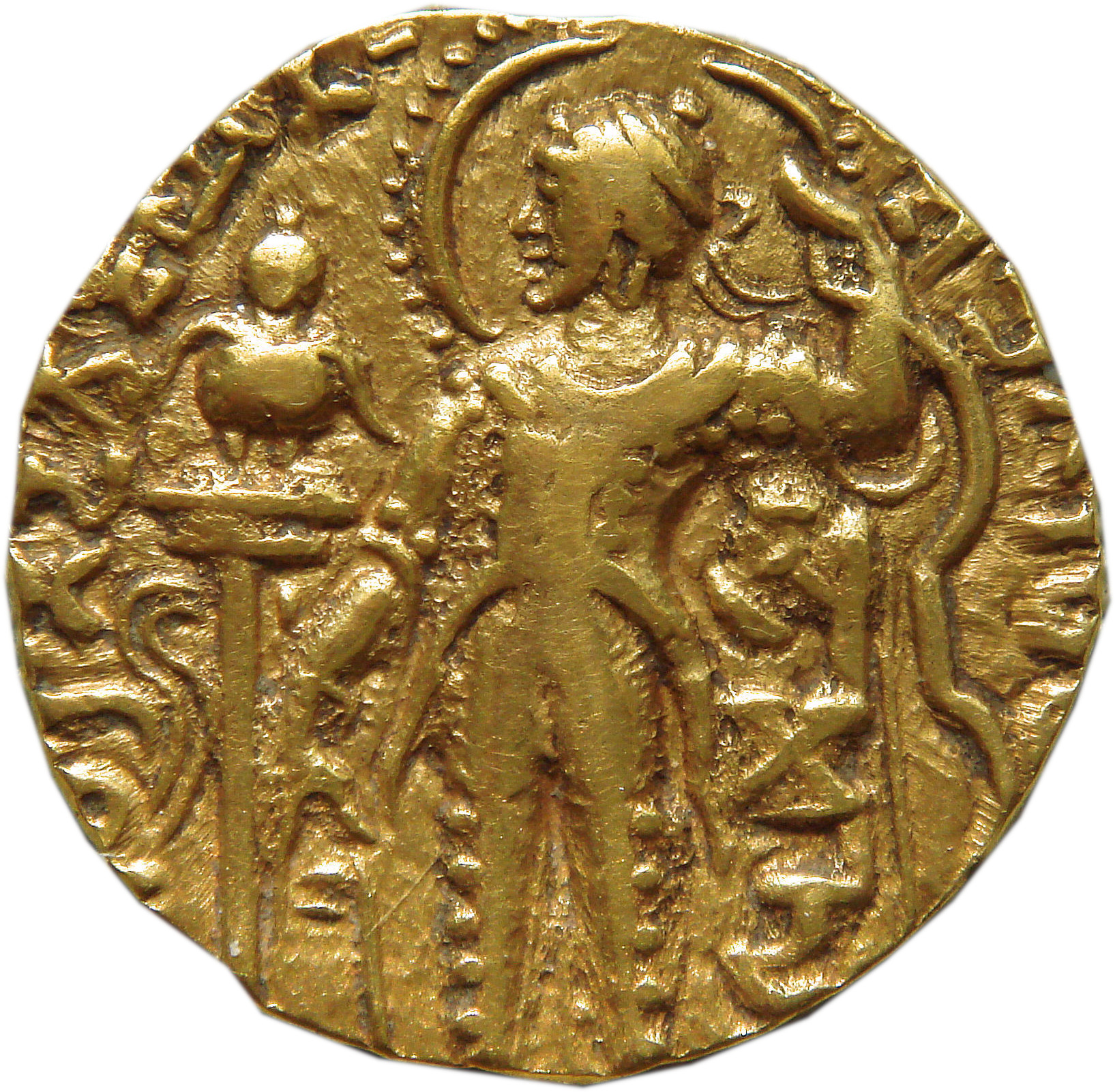
Самудрагупта 335—380 Махараджа Гупты
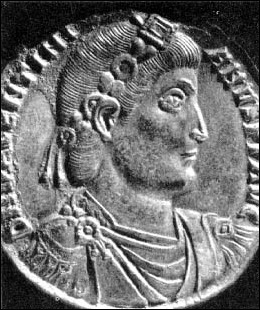
Валентиниан 364—375 Римский император (Запад)
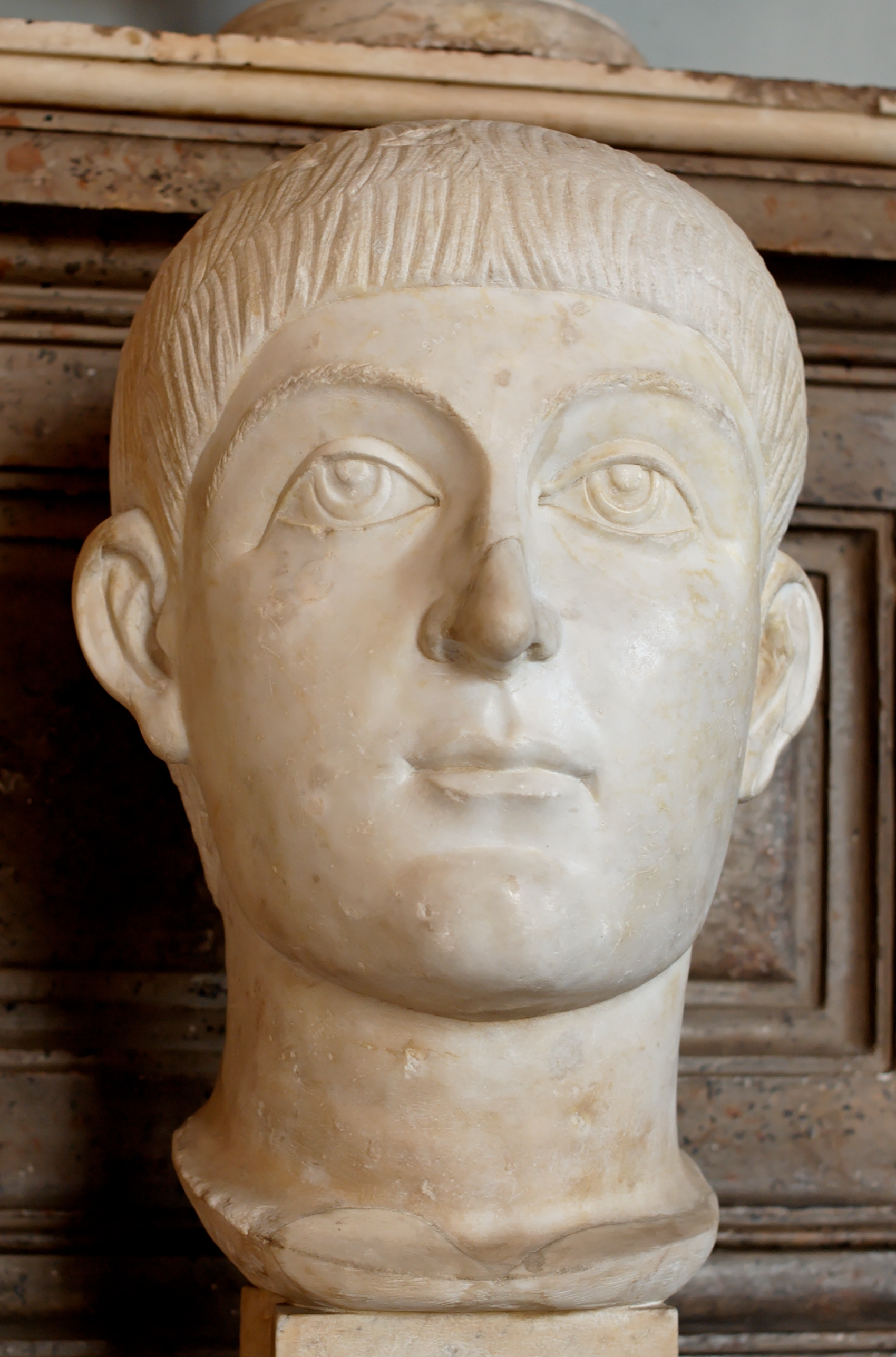
Валент 364—378 Римский император (Восток)
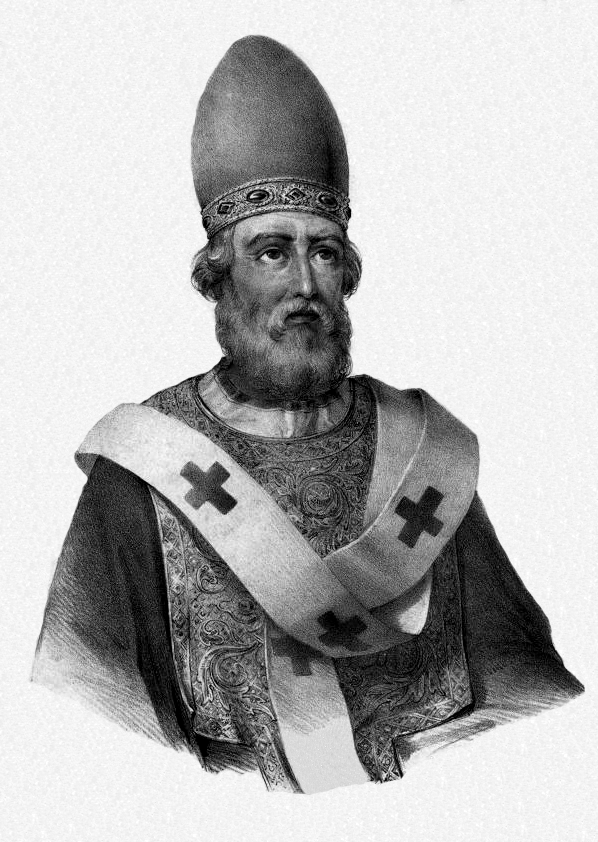
Дамасий I 366—384 Римский папа
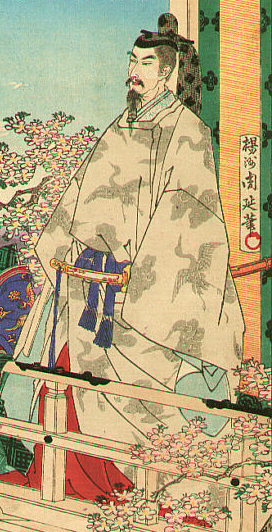
Нинтоку 313—399 Японский император